# Aliona Moon

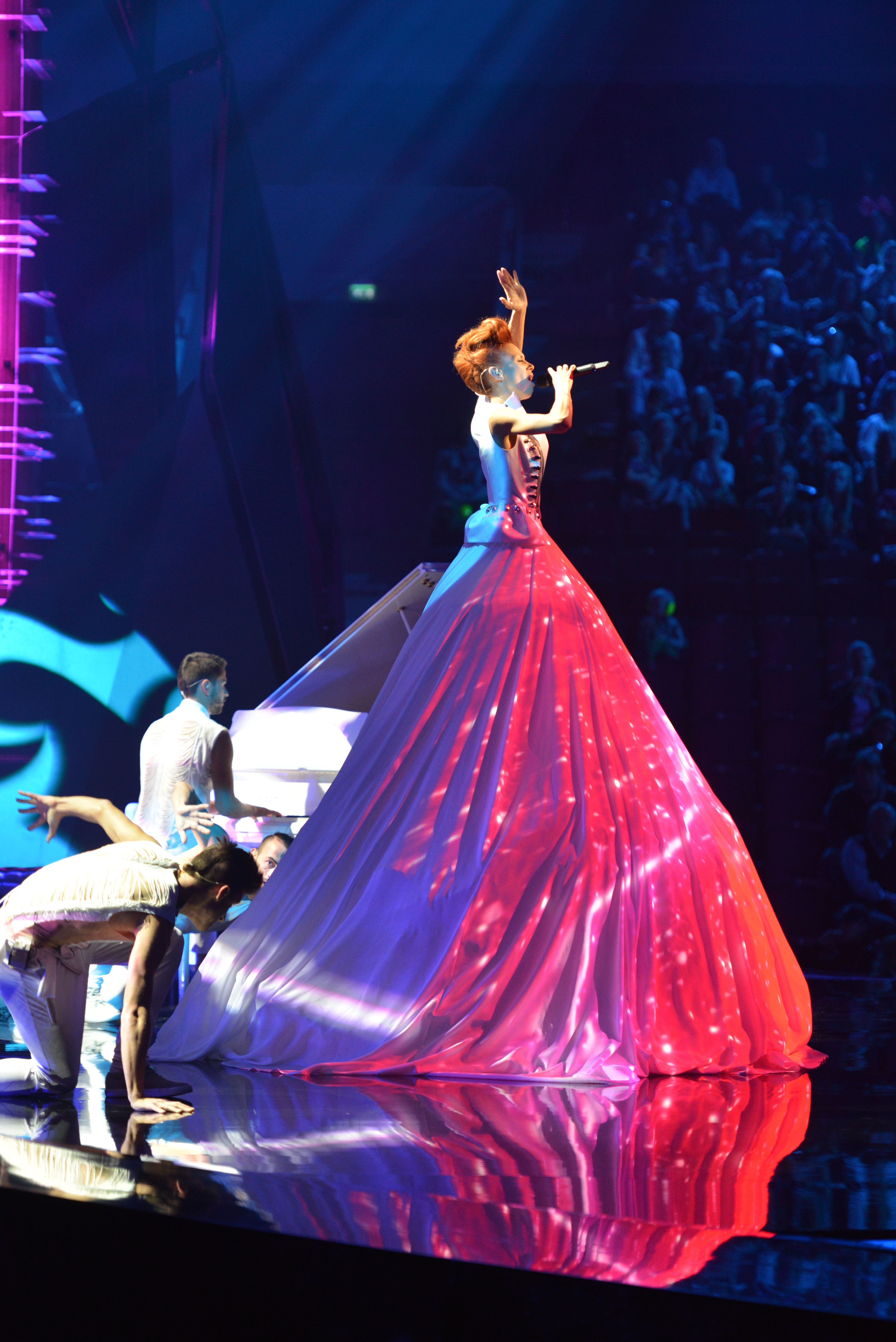
Aliona Moon vystupuje na pódiu Eurovision Song Contest 2013

Aliona Munteanu (* 25. května 1989; Kišiněv, Moldavsko), známější jako Aliona Moon, je moldavská zpěvačka. V roce 2012 byla vokalistkou Paši Parfenyho, který reprezentoval Moldavsko na Eurovision Song Contest 2012. Aliona byla vybrána, aby reprezentovala svou zemi na Eurovision Song Contest 2013 v Malmö. S písní „O Mie“, kterou složil Paša Parfeny, se Aliona umístila na čtvrté pozici v 1. semifinále a na jedenácté pozici ve finále.

## Biografie
Etnické moldavské písně a ukolébavky, které jí zpívala její matka, vypěstovaly v Alioně lásku k hudbě. Od dětství byla členem mnoha uměleckých kolektivů, kde kromě zpívání i tancovala. V roce 2010 se zapojila do talentové show Fabrica de Staruri 2 (Továrna hvězd), kde získala 3. místo a titul miláčka veřejnosti.
Se dvěma kolegy ze show Star Factory utvořila popovou kapelu Thumbs Up. Kapela existovala 2 roky až do rozpadu v roce 2011. Aliona poté získala několik trofejí na mezinárodních hudebních festivalech jako sólový umělec, zejména na festivalech Martisor Dorohoian a Dan Spătaru, které se konaly v Rumunsku.
V roce 2012 vystoupila na jevišti při Eurovision Song Contest 2012 v Baku jako vokalistka pro píseň Paši Parfenyho, která se ve finále umístila na 11. místě. Paša se vrátil na Eurovision Song Contest o rok později, ale tentokrát jako skladatel a hudební producent, při vystoupení doprovázel Alionu na klavír. Přestože byla při národní preselekci píseň zazpívána v angličtině jako „A million“, ve Švédsku zazněla její rumunská verze „O Mie“ (Tisíc).
Aliona se měla v roce 2024 společně s Millou Danilceac zúčastnit soutěže Etapa națională 2024, moldavského národního finále před Eurovision Song Contest 2024, s písní „Obosit“. Krátce po zveřejnění seznamu účastníků ale obě odstoupily.